# اودو بیر
اودو بیر (آلمانی: Udo Beyer؛ زادهٔ ۹ اوت ۱۹۵۵) پرتاب‌گر وزنه اهل آلمان بود.
وی در مسابقات بین‌المللی در مجموع برندهٔ ۳ مدال طلا و ۲ مدال برنز شده‌است. 